# Eupanthalis edriophthalma
Eupanthalis edriophthalma är en ringmaskart som först beskrevs av Thomas Henry Potts 1910.  Eupanthalis edriophthalma ingår i släktet Eupanthalis och familjen Acoetidae. Inga underarter finns listade i Catalogue of Life.